# Berești (okręg Bacău)
Berești – wieś w Rumunii, w okręgu Bacău, w gminie Sascut. W 2011 roku liczyła 1336 mieszkańców.